# Shine On
"Shine On" es una caja recopilatoria que contiene los 7 álbumes en formato CD de la banda de rock progresivo Pink Floyd, editada el 17 de noviembre de 1992. Incluye 8 correspondientes a la discografía de la banda, aunque realmente se trata de 7 obras. Dichos álbumes son: A Saucerful of Secrets, Meddle, The Dark Side of the Moon, Wish You Were Here, Animals, The Wall (solo con 2 CD), A Momentary Lapse of Reason.
Así mismo incluye un CD llamado "The Pink Floyd Early Singles", que contiene los sencillos iniciales de la banda que no se encuentran en ningún otro álbum oficial.
Se acompaña de un libro con abundante fotografía y que repasa los álbumes indicados, así como varias postales con las portadas de los mismos y la de la propia portada de la caja.
Curiosamente esta caja no incluye el primer álbum publicado "The Piper at the Gates of Dawn", tampoco incluye el álbum posterior a The Wall, "The Final Cut".
También incluye una pequeña caja donde colocar los 8 CD principales, los cuales forman la portada del disco "The Dark Side of the Moon".